# اداری (رسته)

رسته اداری ارتش جمهوری اسلامی ایران

رسته اداری که با نام کامل؛ رسته اداری و سرمایه انسانی نامیده می‌شود، از جمله رسته‌های پر متقاضی دانشگاه افسری می‌باشد که پس از طی دوره اداری توسط کارکنان استخدامی، در شعبه‌های عملیات نیروی انسانی (آجودانی: Dāresāt) تیپ، لشکر و همچنین در رکن یکم گردان‌ها، تیپ‌ها و لشکرها و معاونت‌های نیروی انسانی ستادهای فرماندهی نیروها و ستاد فرماندهی کل اجا فعالیت می‌کنند. پرسنل رسته اداری، برنامه‌ریزی‌های میان مدت و بلند مدت در چرخه تأمین و نگهداشت سرمایه‌های انسانی،امورات اداری، آماری، سازمانی، ترخیصی، تنبیهی، انتقالی، تشویقی، ترفیعی، انتصابی و ... کارکنان را برعهده دارند. در قسمت‌های مختلف آجودانی از قبیل؛ شعبه نظامیان، وظیفه، ترفیعات، انتصابات، آمار، سازمان، صدور کارت، مرکز توزیع، اداری و ایثارگران پرسنل رسته اداری کار می‌کنند.